# Euphysora bigelowi
Euphysora bigelowi är en nässeldjursart som beskrevs av Maas 1905. Euphysora bigelowi ingår i släktet Euphysora och familjen Corymorphidae. Inga underarter finns listade i Catalogue of Life.